# Test Birthday Spacings
Birthday spacings jest jednym z testów losowości ciągu liczb. Jest zawarty w pakiecie testów Diehard. 
Załóżmy, że generator liczb losowych ma dokładność 24 bity. Niech każda z wygenerowanych wartości x1,x2,...reprezentuje „urodziny” w roku o 224 dniach. Wybierzmy powiedzmy m = 512 urodzin i niech x(1)<=x(2)<=...x(m) będzie pierwszymi m urodzinami posortowanymi we wzrastającym porządku. 
Przerwy są zdefiniowane przez y1 = x(1), y2=x(2)-x(1), y3=x(3)-x(2),...ym=x(m)-x(m-1).
Ciąg y(1) <= y(2) <=.....y(m) będzie uporządkowanymi wartościami odstępów. Statystyczny test J jest ilością zduplikowanych wartości odstępów, to znaczy ilość y(i)=y(i-1) dla i=2,....m.  Wynikowy J powinien mieć rozkład Poissona z wartością oczekiwaną {\displaystyle \lambda ={\frac {m^{3}}{4n}}={\frac {m^{3}}{2^{26}}}} co testuje się testem chi-kwadrat.